# Saint Patrick (St. Vincent und die Grenadinen)
Saint Patrick ist ein Parish (administrative Einheit) im Inselstaat St. Vincent und die Grenadinen in der Karibik. Es ist mit 37 km² flächenmäßig das zweitkleinste Parish auf der Insel St. Vincent. Das Parish erstreckt sich über den Mittelteil der Leeseite der Insel. Hauptort ist Barrouallie. Wallilabou Bay war Drehort für „Port Royal“ aus Fluch der Karibik.

## Orte
Quelle:
- Barrouallie (⊙)
- Hermitage (⊙)
- Layou (⊙)
- Rutland Vale (⊙)
- Spring Village (⊙)